# Colla mac Fergusso
Colla mac Fergusso (ou Colla mac Forgusso) (mort en 796) est potentiellement un roi de Connacht issu des Uí Briúin Aí une branche Connachta. Il est le fils de Forggus mac Cellaig (mort en 756), un précédent souverain. Issu du sept des Uí Briúin Aí, il descend du Síl Cellaig de Loch Cime c'est-à-dire Lough Hackett, près de Headford dans l'actuel comté de Galway dont l'ancêtre éponyme est son grand-père Cellach mac Rogallaig (mort en 705).

## Contexte
Bien qu’omis dans les « Listes de Rois » comme celle du Livre de Leinster, Il est dénommé « roi » dans l'obit de sa mort dans les Annales d'Innisfallen,. Cependant les Annales d'Ulster indiquent que Muirgius mac Tommaltaig (mort en 815) dévient roi après avoir défait Cináed mac Artgaile (mort en 792) lors de la bataille de Sruth Cluana Argai (Cloonargid,comté de Roscommon) en 792. Lors de sa mort il est désigné par ces anales comme roi de Uí Briúin,.
Colla est l'ultime roi du sept Síl Cellaig. Ce sept sera plus tard contraint de quitter ses domaines par les Uí Briúin Seóla.

## Sources
- (en) Francis John Byrne, Irish Kings and High-Kings, Londres, Batsford, 1973 (ISBN 0-7134-5882-8).
- (en) T.W Moody, F.X. Martin et F.J. Byrne, A New History of Ireland IX Maps, Genealogies, Lists. A companion to Irish History part II, Oxford, Oxford University Press, 2011, 690 p. (ISBN 978-0-19-959306-4).
- (en) Bart Jaski, Genealogical tables of medieval Irish royal dynasties, Dublin, Four Courts Press, 2013 (ISBN 9781846824265), p. 141 Tableau-60 Connacht overview